# Гинзбург, Анатолий Ильич
Анатолий (Натан) Ильич Ги́нзбург (16 февраля [1 марта] 1917, Петроград — 15 сентября 1984, Москва) — советский минералог, геохимик и петрограф. Крупнейший специалист по эндогенным месторождениям редких металлов. Доктор геолого-минералогических наук (1955), профессор (1961).

## Биография
Родился 16 февраля (1 марта) 1917 года в Петрограде в семье геохимика Ильи Исааковича Гинзбурга.
В 1932 году впервые пришёл в Институт прикладной минералогии, где начал работать коллектором минералов.
В 1940 году окончил с отличием Московский геолого-разведочный институт, по специальности Геология и разведка месторождений полезных ископаемых.
После окончания института был призван в армию и встретил Великую Отечественную войну на передовой в пулемётной роте. Был дважды серьёзно ранен, демобилизован по инвалидности.
В мае 1942 года начал работать в ИГН АН СССР по исследованию редкометальных пегматитов Казахстана.
С 1944 году продолжил эту работу в Минералогическом музее им. А. Е. Ферсмана АН СССР, под руководством А. Е. Ферсмана. В 1945 году защитил кандидатскую диссертацию. Открыл промышленное месторождение поллуцита (рудный минерал цезия), за что получил Сталинскую премию 1948 года.
В 1955 году защитил докторскую диссертацию по литиевым пегматитам, за что получил премию Президиума АН СССР.
В августе 1956 года по приглашению Министерства геологии СССР стал руководителем созданного им Отдела геологии и минералогии редких металлов Всесоюзного НИИ минерального сырья (ВИМС).
С 1976 года руководил Научным советом по минералогическим методам исследований Министерства геологии СССР (научный куратор Мингео СССР).
Исследовал Кольский полуостров, Забайкалье и другие регионы СССР. Основные труды написал по генетической и прикладной минералогии. Заложил основы минералогии новых видов минерального сырья для получения редких металлов.
Анатолий Ильич Гинзбург скоропостижно скончался в Москве 15 сентября 1984 года. Похоронен на Донском кладбище. участок 4, в могиле Смолянских

## Премии и награды
- 1948 — Сталинская премия (с Ненадкевич К. А., Салтыкова В. С.), за открытие и исследование новых месторождений редких металлов.
- 1972 — Государственная премия СССР

## Членство в организациях
- 1944 — ВКП(б)

## Память
В честь А. И. Гинзбурга были названы минералы:
- гинзбургит[5]
- натанит